# Monnikendam (waterpoort)
De Monnikendam is een nog bestaande waterpoort in de Nederlandse stad Amersfoort. Onder deze waterpoort stroomt het water van de Heiligenbergerbeek de binnenstad binnen. De poort bestaat uit twee torens, die verbonden zijn door een poortboog, en staat aan de oostzijde van de binnenstad.

## Geschiedenis
Begin 1400 werd de Monnikendam gebouwd als onderdeel van de tweede stadsmuur, die gebouwd werd vanaf 1380 en gereed was in 1480. De poort wordt voor het eerst vermeld in 1435. De naam van de poort is vermoedelijk afkomstig van de Augustijner monniken, die sinds 1394 huisden op Sint Andrieskamp. De monniken verhuisden in 1420 naar De Birkt. Restauraties aan de stadspoort vonden in 1946 en 1997 plaats.

## Huidige functie
De poort is door de gemeente Amersfoort uitgegeven als erkende trouwlocatie. Er is nu een restaurant in het monument gehuisvest.
Andere poorten in Amersfoort zijn de water- en landpoort de Koppelpoort en de Kamperbinnenpoort.